# Ліга націй УЄФА 2022—2023 (Ліга B)
Ліга націй УЄФА 2022—2023 — Ліга B (англ. 2022–23 UEFA Nations League B) — другий дивізіон Ліги націй УЄФА 2022—2023, матчі якого відбулися з 2 червня по 27 вересня 2022 року за участю чоловічих збірних команд 16 членів асоціацій УЄФА.

## Формат
Формат Ліги B залишився незмінним з попереднього сезону. 16 команд (місця з 17 по 32 в списку учасників Ліги націй 2022—23) будуть поділені на 4 групи по 4 команди кожна. Кожна команда грає 6 матчів (вдома та на виїзді з кожною командою в своїй групі). Команди грають по 4 матчі у червні та по 2 у вересні. Переможець кожної групи отримує підвищення до Ліги A Ліги націй 2024-25, а команди, що посіли 4-е місце, вилітають до Ліги C.

## Учасники

### Зміни в списку учасників
Після сезону 2020–21 в Лізі B відбулися наступні зміни:
| З Ліги A (пониження)                                 | З Ліги C (підвищення)                        |
| ---------------------------------------------------- | -------------------------------------------- |
| - Боснія і Герцеговина - Ісландія - Україна - Швеція | - Албанія - Вірменія - Словенія - Чорногорія |

| До Ліги A (підвищення)               | До Ліги C (пониження)                                   |
| ------------------------------------ | ------------------------------------------------------- |
| - Австрія - Угорщина - Уельс - Чехія | - Болгарія - Північна Ірландія - Словаччина - Туреччина |

### Жеребкування
Для жеребкування команди було поділено на кошики на основі загального рейтингу Ліги націй 2020-21.
| Команда              | Рейт |
| -------------------- | ---- |
| Україна              | 17   |
| Швеція               | 18   |
| Боснія і Герцеговина | 19   |
| Ісландія             | 20   |

| Команда   | Рейт |
| --------- | ---- |
| Фінляндія | 21   |
| Норвегія  | 22   |
| Шотландія | 23   |
| Росія     | 24   |

| Команда  | Рейт |
| -------- | ---- |
| Сербія   | 25   |
| Румунія  | 26   |
| Ізраїль  | 27   |
| Ірландія | 28   |

| Команда    | Рейт |
| ---------- | ---- |
| Словенія   | 29   |
| Чорногорія | 30   |
| Албанія    | 31   |
| Вірменія   | 32   |

Жеребкування групових етапів відбулося 16 грудня 2021 року о 19:00 (18:00 CET) у  Монтре. В кожну групу потрапляє одна команда з кожного кошику. З політичних причин, збірні Росії та України (через російську військову агресію) не можуть грати в одній групі.

## Групи
17 грудня 2021 року, наступного дня після жеребкування, УЄФА затвердив календар групового етапу.
Час вказано в EEST (київський час). Місцевий час, якщо відрізняється, вказано в дужках.

### Група 1
| Поз | Команда       | І | В | Н | П | ГЗ | ГП | РГ  | О  | Кваліфікація   |     | Шотландія | Україна | Республіка Ірландія | Вірменія |
| --- | ------------- | - | - | - | - | -- | -- | --- | -- | -------------- | --- | --------- | ------- | ------------------- | -------- |
| 1   | Шотландія (P) | 6 | 4 | 1 | 1 | 11 | 5  | +6  | 13 | Вихід у Лігу A |     | —         | 3:0     | 2:1                 | 2:0      |
| 2   | Україна       | 6 | 3 | 2 | 1 | 10 | 4  | +6  | 11 |                |     | 0:0       | —       | 1:1                 | 3:0      |
| 3   | Ірландія      | 6 | 2 | 1 | 3 | 8  | 7  | +1  | 7  |                | 3:0 | 0:1       | —       | 3:2                 |          |
| 4   | Вірменія (R)  | 6 | 1 | 0 | 5 | 4  | 17 | −13 | 3  | Виліт в Лігу C |     | 1:4       | 0:5     | 1:0                 | —        |

| 4 червня 2022 16:00 (17:00 AMT) |

| Вірменія      | 1:0      | Ірландія |
| ------------- | -------- | -------- |
| - Сперцян 74' | Протокол |          |

| ім. Вазгена Саркісяна, Єреван Арбітр: Раду Петреску (Румунія) |

| 8 червня 2022 21:45 (19:45 BST) |

| Шотландія                    | 2:0      | Вірменія |
| ---------------------------- | -------- | -------- |
| - Ралстон 28' - Маккенна 40' | Протокол |          |

| Гемпден-Парк, Ґлазґо Арбітр: Себастьян Гісхамер (Австрія) |

| 8 червня 2022 21:45 (19:45 IST) |

| Ірландія | 0:1      | Україна        |
| -------- | -------- | -------------- |
|          | Протокол | - Циганков 49' |

| Авіва, Дублін Арбітр: Філіп Глова (Словаччина) |

| 11 червня 2022 16:00 (15:00 CEST) |

| Україна                                           | 3:0      | Вірменія |
| ------------------------------------------------- | -------- | -------- |
| - Маліновський 61' - Караваєв 77' - Миколенко 84' | Протокол |          |

| ЛКС, Лодзь Арбітр: Даніель Стефаньський (Польща) |

| 11 червня 2022 19:00 (17:00 IST) |

| Ірландія                                | 3:0      | Шотландія |
| --------------------------------------- | -------- | --------- |
| - Браун 20' - Парротт 28' - Обафемі 51' | Протокол |           |

| Авіва, Дублін Арбітр: Марко Ді Белло (Італія) |

| 14 червня 2022 19:00 (20:00 AMT) |

| Вірменія      | 1:4      | Шотландія                                            |
| ------------- | -------- | ---------------------------------------------------- |
| - Бічахчян 6' | Протокол | - Армстронг 14', 45+1' - Дж. Макгінн 50' - Адамс 54' |

| ім. Вазгена Саркісяна, Єреван Арбітр: Никола Дабанович (Чорногорія) |

| 14 червня 2022 21:45 (20:45 CEST) |

| Україна      | 1:1      | Ірландія         |
| ------------ | -------- | ---------------- |
| - Довбик 47' | Протокол | - Н. Коллінз 31' |

| ЛКС, Лодзь Арбітр: Алі Палабіюк (Туреччина) |

| 21 вересня 2022 21:45 (19:45 BST) |

| Шотландія                          | 3:0      | Україна |
| ---------------------------------- | -------- | ------- |
| - Дж. Макгінн 70' - Дайкс 80', 87' | Протокол |         |

| Гемпден-Парк, Ґлазґо Арбітр: Мауріціо Маріані (Італія) |

| 24 вересня 2022 16:00 (17:00 AMT) |

| Вірменія | 0:5      | Україна                                                     |
| -------- | -------- | ----------------------------------------------------------- |
|          | Протокол | - Тимчик 22' - Зубков 57' - Довбик 69', 84' - Ігнатенко 81' |

| ім. Вазгена Саркісяна, Єреван Арбітр: Жуан Піньєйру (Португалія) |

| 24 вересня 2022 21:45 (19:45 BST) |

| Шотландія                        | 2:1      | Ірландія   |
| -------------------------------- | -------- | ---------- |
| - Гендрі 49' - Крісті 82' (пен.) | Протокол | - Іган 18' |

| Гемпден-Парк, Ґлазґо Арбітр: Сандро Шерер (Швейцарія) |

| 27 вересня 2022 21:45 (20:45 IST) |

| Ірландія                                      | 3:2      | Вірменія                  |
| --------------------------------------------- | -------- | ------------------------- |
| - Іган 18' - Обафемі 52' - Бреді 90+1' (пен.) | Протокол | - Дашян 71' - Сперцян 73' |

| Авіва, Дублін Арбітр: Раде Обренович (Словенія) |

| 27 вересня 2022 21:45 (20:45 CEST) |

| Україна | 0:0      | Шотландія |
| ------- | -------- | --------- |
|         | Протокол |           |

| Краковія, Краків Арбітр: Анастасіос Сідіропулос (Греція) |

### Група 2
| Поз | Команда     | І | В | Н | П | ГЗ | ГП | РГ | О | Кваліфікація     |     | Ізраїль | Ісландія | Албанія | Росія |
| --- | ----------- | - | - | - | - | -- | -- | -- | - | ---------------- | --- | ------- | -------- | ------- | ----- |
| 1   | Ізраїль (P) | 4 | 2 | 2 | 0 | 8  | 6  | +2 | 8 | Вихід у Лігу A   |     | —       | 2:2      | 2:1     | скас. |
| 2   | Ісландія    | 4 | 0 | 4 | 0 | 6  | 6  | 0  | 4 |                  |     | 2:2     | —        | 1:1     | скас. |
| 3   | Албанія     | 4 | 0 | 2 | 2 | 4  | 6  | −2 | 2 |                  | 1:2 | 1:1     | —        | скас.   |       |
| 4   | Росія (D)   | 0 | 0 | 0 | 0 | 0  | 0  | 0  | 0 | Дискваліфіковано |     | скас.   | скас.    | скас.   | —     |

Через вторгнення Росії в Україну 28 лютого 2022 року ФІФА та УЄФА прийняли рішення про виключення збірної Росії з усіх турнірів
| 2 червня 2022 21:45 |

| Ізраїль                   | 2:2      | Ісландія                         |
| ------------------------- | -------- | -------------------------------- |
| - Абада 25' - Вайсман 84' | Протокол | - Гельгасон 42' - Сігюрдссон 53' |

| Саммі Офер, Хайфа Арбітр: Андріс Трейманіс (Латвія) |

| 2 червня 2022 21:45 (20:45 CEST) |

| Албанія | скасовано | Росія |
| ------- | --------- | ----- |
|         | Протокол  |       |

|  |

| 6 червня 2022 21:45 |

| Ізраїль | скасовано | Росія |
| ------- | --------- | ----- |
|         | Протокол  |       |

|  |

| 6 червня 2022 21:45 (18:45 WET) |

| Ісландія           | 1:1      | Албанія      |
| ------------------ | -------- | ------------ |
| - Торстейнссон 49' | Протокол | - Сефері 30' |

| Лаугардалсволлур, Рейк'явік Арбітр: Крейг Поусон (Англія) |

| 10 червня 2022 21:45 (20:45 CEST) |

| Албанія             | 1:2      | Ізраїль            |
| ------------------- | -------- | ------------------ |
| - Броя 45+2' (пен.) | Протокол | - Соломон 57', 73' |

| Арена Комбетаре, Тирана Арбітр: Тьягу Мартінш (Португалія) |

| 10 червня 2022 21:45 |

| Росія | скасовано | Ісландія |
| ----- | --------- | -------- |
|       | Протокол  |          |

|  |

| 13 червня 2022 21:45 |

| Росія | скасовано | Албанія |
| ----- | --------- | ------- |
|       | Протокол  |         |

|  |

| 13 червня 2022 21:45 (18:45 WET) |

| Ісландія                          | 2:2      | Ізраїль                                |
| --------------------------------- | -------- | -------------------------------------- |
| - Торстейнссон 9' - Гельгасон 60' | Протокол | - Гретарссон 35' (аг) - Дор Перець 65' |

| Лаугардалсволлур, Рейк'явік Арбітр: Дує Струкан (Хорватія) |

| 24 вересня 2022 16:00 (13:00 WET) |

| Ісландія | скасовано | Росія |
| -------- | --------- | ----- |
|          | Протокол  |       |

|  |

| 24 вересня 2022 21:45 |

| Ізраїль                      | 2:1      | Албанія     |
| ---------------------------- | -------- | ----------- |
| - Вайсман 46' - Барібо 90+2' | Протокол | - Узуні 88' |

| Блумфілд, Тель-Авів Арбітр: Донатас Румшас (Литва) |

| 27 вересня 2022 21:45 (20:45 CEST) |

| Албанія      | 1:1      | Ісландія         |
| ------------ | -------- | ---------------- |
| - Леняні 35' | Протокол | - Андерсон 90+7' |

| Арена Комбетаре, Тирана Арбітр: Рікардо де Бургос (Іспанія) |

| 27 вересня 2022 21:45 |

| Росія | скасовано | Ізраїль |
| ----- | --------- | ------- |
|       | Протокол  |         |

|  |

### Група 3
| Поз | Команда                  | І | В | Н | П | ГЗ | ГП | РГ | О  | Кваліфікація   |     | Боснія і Герцеговина | Фінляндія | Чорногорія | Румунія |
| --- | ------------------------ | - | - | - | - | -- | -- | -- | -- | -------------- | --- | -------------------- | --------- | ---------- | ------- |
| 1   | Боснія і Герцеговина (P) | 6 | 3 | 2 | 1 | 8  | 8  | 0  | 11 | Вихід у Лігу A |     | —                    | 3:2       | 1:0        | 1:0     |
| 2   | Фінляндія                | 6 | 2 | 2 | 2 | 8  | 6  | +2 | 8  |                |     | 1:1                  | —         | 2:0        | 1:1     |
| 3   | Чорногорія               | 6 | 2 | 1 | 3 | 6  | 6  | 0  | 7  |                | 1:1 | 0:2                  | —         | 2:0        |         |
| 4   | Румунія (R)              | 6 | 2 | 1 | 3 | 6  | 8  | −2 | 7  | Виліт в Лігу C |     | 4:1                  | 1:0       | 0:3        | —       |

1. 1 2  Очки в очних зустрічах: Чорногорія 6, Румунія 0

| 4 червня 2022 19:00 |

| Фінляндія            | 1:1      | Боснія і Герцеговина |
| -------------------- | -------- | -------------------- |
| - Пуккі 45+1' (пен.) | Протокол | - Превляк 90+3'      |

| Олімпійський стадіон, Гельсінкі Арбітр: Нік Волш (Шотландія) |

| 4 червня 2022 21:45 (20:45 CEST) |

| Чорногорія                     | 2:0      | Румунія |
| ------------------------------ | -------- | ------- |
| - Мугоша 66' - М. Вукчевич 87' | Протокол |         |

| Міський, Подгориця Арбітр: Андреас Екберг (Швеція) |

| 7 червня 2022 19:00 |

| Фінляндія             | 2:0      | Чорногорія |
| --------------------- | -------- | ---------- |
| - Пог'янпало 31', 38' | Протокол |            |

| Олімпійський стадіон, Гельсінкі Арбітр: Аллард Ліндгут (Нідерланди) |

| 7 червня 2022 21:45 (20:45 CEST) |

| Боснія і Герцеговина | 1:0      | Румунія |
| -------------------- | -------- | ------- |
| - Превляк 68'        | Протокол |         |

| Билино Полє, Зениця Арбітр: Саша Штегеман (Німеччина) |

| 11 червня 2022 21:45 (20:45 CEST) |

| Чорногорія    | 1:1      | Боснія і Герцеговина |
| ------------- | -------- | -------------------- |
| - Марушич 77' | Протокол | - Менало 62'         |

| Міський, Подгориця Арбітр: Даніеле Орсато (Італія) |

| 11 червня 2022 21:45 |

| Румунія     | 1:0      | Фінляндія |
| ----------- | -------- | --------- |
| - Банку 30' | Протокол |           |

| Рапід-Джулешті, Бухарест Арбітр: Гаральд Лехнер (Австрія) |

| 14 червня 2022 21:45 (20:45 CEST) |

| Боснія і Герцеговина                | 3:2      | Фінляндія                 |
| ----------------------------------- | -------- | ------------------------- |
| - П'янич 5' (пен.) - Джеко 29', 58' | Протокол | - Пуккі 10' - Кельман 18' |

| Билино Полє, Зениця Арбітр: Георгі Кабаков (Болгарія) |

| 14 червня 2022 21:45 |

| Румунія | 0:3      | Чорногорія             |
| ------- | -------- | ---------------------- |
|         | Протокол | - Мугоша 42', 56', 63' |

| Рапід-Джулешті, Бухарест Арбітр: Жуан Піньєйру (Португалія) |

| 23 вересня 2022 21:45 (20:45 CEST) |

| Боснія і Герцеговина | 1:0      | Чорногорія |
| -------------------- | -------- | ---------- |
| - Демирович 45+1'    | Протокол |            |

| Билино Полє, Зениця Арбітр: Шимон Марциняк (Польща) |

| 23 вересня 2022 21:45 |

| Фінляндія   | 1:1      | Румунія      |
| ----------- | -------- | ------------ |
| - Пуккі 12' | Протокол | - Тенасе 52' |

| Олімпійський стадіон, Гельсінкі Арбітр: Карлос дель Серро Гранде (Іспанія) |

| 26 вересня 2022 21:45 |

| Румунія                                 | 4:1      | Боснія і Герцеговина |
| --------------------------------------- | -------- | -------------------- |
| - Ман 38' - Пушкаш 73', 86' - Раціу 79' | Протокол | - Джеко 77'          |

| Рапід-Джулешті, Бухарест Арбітр: Халіл Умут Мелер (Туреччина) |

| 26 вересня 2022 21:45 (20:45 CEST) |

| Чорногорія | 0:2      | Фінляндія                  |
| ---------- | -------- | -------------------------- |
|            | Протокол | - Антман 47' - Кельман 53' |

| Міський, Подгориця Арбітр: Франсуа Летексьє (Франція) |

### Група 4
| Поз | Команда    | І | В | Н | П | ГЗ | ГП | РГ | О  | Кваліфікація   |     | Сербія | Норвегія | Словенія | Швеція |
| --- | ---------- | - | - | - | - | -- | -- | -- | -- | -------------- | --- | ------ | -------- | -------- | ------ |
| 1   | Сербія (P) | 6 | 4 | 1 | 1 | 13 | 5  | +8 | 13 | Вихід у Лігу A |     | —      | 0:1      | 4:1      | 4:1    |
| 2   | Норвегія   | 6 | 3 | 1 | 2 | 7  | 7  | 0  | 10 |                |     | 0:2    | —        | 0:0      | 3:2    |
| 3   | Словенія   | 6 | 1 | 3 | 2 | 6  | 10 | −4 | 6  |                | 2:2 | 2:1    | —        | 0:2      |        |
| 4   | Швеція (R) | 6 | 1 | 1 | 4 | 7  | 11 | −4 | 4  | Виліт в Лігу C |     | 0:1    | 1:2      | 1:1      | —      |

| 2 червня 2022 21:45 (20:45 CEST) |

| Сербія | 0:1      | Норвегія     |
| ------ | -------- | ------------ |
|        | Протокол | - Голанд 26' |

| ім. Райко Митича, Белград Арбітр: Павел Рачковський (Польща) |

| 2 червня 2022 21:45 (20:45 CEST) |

| Словенія | 0:2      | Швеція                                 |
| -------- | -------- | -------------------------------------- |
|          | Протокол | - Форсберг 39' (пен.) - Кулушевскі 88' |

| Стожиці, Любляна Арбітр: Рудді Буке (Франція) |

| 5 червня 2022 21:45 (20:45 CEST) |

| Сербія                                                                   | 4:1      | Словенія        |
| ------------------------------------------------------------------------ | -------- | --------------- |
| - А. Митрович 24' - С. Милинкович-Савич 56' - Йович 85' - Радоньїч 90+2' | Протокол | - Стоянович 30' |

| ім. Райко Митича, Белград Арбітр: Хесус Хіль Мансано (Іспанія) |

| 5 червня 2022 21:45 (20:45 CEST) |

| Швеція         | 1:2      | Норвегія                 |
| -------------- | -------- | ------------------------ |
| - Еланга 90+2' | Протокол | - Голанд 20' (пен.), 69' |

| Френдз Арена, Сульна Арбітр: Ентоні Тейлор (Англія) |

| 9 червня 2022 21:45 (20:45 CEST) |

| Норвегія | 0:0      | Словенія |
| -------- | -------- | -------- |
|          | Протокол |          |

| Уллевол, Осло Арбітр: Фабіу Веріссіму (Португалія) |

| 9 червня 2022 21:45 (20:45 CEST) |

| Швеція | 0:1      | Сербія        |
| ------ | -------- | ------------- |
|        | Протокол | - Йович 45+3' |

| Френдз Арена, Сульна Арбітр: Лоуренс Віссер (Бельгія) |

| 12 червня 2022 19:00 (18:00 CEST) |

| Норвегія                              | 3:2      | Швеція                          |
| ------------------------------------- | -------- | ------------------------------- |
| - Голанд 10', 54' (пен.) - Серлот 77' | Протокол | - Форсберг 62' - Дьокереш 90+5' |

| Уллевол, Осло Арбітр: Гарм Осмерс (Німеччина) |

| 12 червня 2022 21:45 (20:45 CEST) |

| Словенія                       | 2:2      | Сербія                             |
| ------------------------------ | -------- | ---------------------------------- |
| - Гнезда Черин 48' - Шешко 53' | Протокол | - А. Живкович 8' - А. Митрович 35' |

| Стожиці, Любляна Арбітр: Мауріціо Маріані (Італія) |

| 24 вересня 2022 19:00 (18:00 CEST) |

| Словенія                 | 2:1      | Норвегія     |
| ------------------------ | -------- | ------------ |
| - Шпорар 69' - Шешко 81' | Протокол | - Голанд 47' |

| Стожиці, Любляна Арбітр: Лоуренс Віссер (Бельгія) |

| 24 вересня 2022 21:45 (20:45 CEST) |

| Сербія                                    | 4:1      | Швеція        |
| ----------------------------------------- | -------- | ------------- |
| - А. Митрович 18', 45+1', 50' - Лукич 70' | Протокол | - Классон 15' |

| ім. Райко Митича, Белград Арбітр: Георгі Кабаков (Болгарія) |

| 27 вересня 2022 21:45 (20:45 CEST) |

| Норвегія | 0:2      | Сербія                           |
| -------- | -------- | -------------------------------- |
|          | Протокол | - Влахович 42' - А. Митрович 54' |

| Уллевол, Осло Арбітр: Антоніо Матео Лаос (Іспанія) |

| 27 вересня 2022 21:45 (20:45 CEST) |

| Швеція         | 1:1      | Словенія    |
| -------------- | -------- | ----------- |
| - Форсберг 42' | Протокол | - Шешко 28' |

| Френдз Арена, Сульна Арбітр: Фелікс Цваєр (Німеччина) |

## Найкращі бомбардири
Протягом турніру було забито  112 голів у 42 матчах, з середнім показником 2.67 голів за матч
6 голів
- Ерлінг Браут Голанд
- Александар Митрович

4 голи
- Стефан Мугоша

3 голи
- Едін Джеко
- Беньямін Шешко
- Артем Довбик
- Теему Пуккі
- Еміль Форсберг

2 голи
- Смаїл Превляк
- Едуард Сперцян
- Шон Вайсман
- Манор Соломон
- Джон Іган
- Майкл Обафемі
- Торір Гельгасон
- Йон Дагур Торстейнссон
- Георге Пушкаш
- Лука Йович
- Беньямін Кельман
- Йоел Пог'янпало
- Стюарт Армстронг
- Ліндон Дайкс
- Джон Макгінн

1 гол
- Армандо Броя
- Ермір Леняні
- Таулант Сефері
- Мирто Узуні
- Ермедин Демирович
- Лука Менало
- Міралем П'янич
- Ваган Бічахчян
- Артак Дашян
- Ліель Абада
- Тай Барібо
- Дор Перець
- Алан Браун
- Роббі Бреді
- Натан Коллінз
- Трой Парротт
- Мікаель Андерсон
- Арноур Сігюрдссон
- Александер Серлот
- Нікушор Банку
- Денніс Ман
- Андрей Раціу
- Флорін Тенасе
- Душан Влахович
- Андрія Живкович
- Саша Лукич
- Сергій Милинкович-Савич
- Неманья Радоньїч
- Адам Гнезда Черин
- Петар Стоянович
- Андраж Шпорар
- Олександр Зубков
- Данило Ігнатенко
- Олександр Караваєв
- Руслан Маліновський
- Віталій Миколенко
- Олександр Тимчик
- Віктор Циганков
- Олівер Антман
- Марко Вукчевич
- Адам Марушич
- Віктор Дьокереш
- Антоні Еланга
- Віктор Классон
- Деян Кулушевскі
- Че Адамс
- Джек Гендрі
- Раян Крісті
- Скотт Маккенна
- Ентоні Ралстон

1 автогол
- Даніель Гретарссон (проти Ізраїлю)

## Загальний рейтинг
| Рей | Груп | Команда              | І | В | Н | П | ГЗ | ГП | РГ  | О |
| --- | ---- | -------------------- | - | - | - | - | -- | -- | --- | - |
| 17  | B2   | Ізраїль              | 4 | 2 | 2 | 0 | 8  | 6  | +2  | 8 |
| 18  | B3   | Боснія і Герцеговина | 4 | 2 | 2 | 0 | 6  | 4  | +2  | 8 |
| 19  | B4   | Сербія               | 4 | 2 | 1 | 1 | 8  | 4  | +4  | 7 |
| 20  | B1   | Шотландія            | 4 | 2 | 1 | 1 | 5  | 4  | +1  | 7 |
|     |      |                      |   |   |   |   |    |    |     |   |
| 21  | B3   | Фінляндія            | 4 | 2 | 1 | 1 | 7  | 4  | +3  | 7 |
| 22  | B1   | Україна              | 4 | 1 | 2 | 1 | 2  | 4  | −2  | 5 |
| 23  | B2   | Ісландія             | 4 | 0 | 4 | 0 | 6  | 6  | 0   | 4 |
| 24  | B4   | Норвегія             | 4 | 1 | 1 | 2 | 2  | 4  | −2  | 4 |
|     |      |                      |   |   |   |   |    |    |     |   |
| 25  | B4   | Словенія             | 4 | 1 | 2 | 1 | 5  | 7  | −2  | 5 |
| 26  | B1   | Ірландія             | 4 | 1 | 1 | 2 | 5  | 4  | +1  | 4 |
| 27  | B2   | Албанія              | 4 | 0 | 2 | 2 | 4  | 6  | −2  | 2 |
| 28  | B3   | Чорногорія           | 4 | 0 | 1 | 3 | 1  | 6  | −5  | 1 |
|     |      |                      |   |   |   |   |    |    |     |   |
| 29  | B3   | Румунія              | 6 | 2 | 1 | 3 | 6  | 8  | −2  | 7 |
| 30  | B4   | Швеція               | 6 | 1 | 1 | 4 | 7  | 11 | −4  | 4 |
| 31  | B1   | Вірменія             | 6 | 1 | 0 | 5 | 4  | 17 | −13 | 3 |
| 32  | B2   | Росія                | 0 | 0 | 0 | 0 | 0  | 0  | 0   | 0 |

## Дисциплінарні покарання
Показник фейр-плей використовується як один з критеріїв визначення місць команд у таблиці. Показник базується на отриманих у матчах дисциплінарних покараннях (жовті та червоні картки) та розраховується наступним чином:
- жовта картка = 1 бал
- червона картка (як результат другої жовтої) = 3 бали
- пряма червона картка = 3 бали
- пряма червона після жовтої картки = 4 бали

До гравця може застосовуватися не більше ніж одне з вищевказаних покарань за один матч.
| Гр. | Команда              | Матч 1 | Матч 2 | Матч 3  | Матч 4      | Матч 5 | Матч 6      | Бали |
| --- | -------------------- | ------ | ------ | ------- | ----------- | ------ | ----------- | ---- |
| B1  | Шотландія            |        | - 1    | - 1     | - 2         | - 2    | - 3         | 9    |
| B1  | Ірландія             | - 2    | - 1    | - 2     | - 2         | - 5    | - 1         | 13   |
| B1  | Україна              | - 5    | - 1    | - 3     | - 3         | - 2    | - 4         | 18   |
| B1  | Вірменія             | - 1    | - 3    | - 4     | - 3 - 1 - 1 | - 2    | - 1 - 1 - 1 | 27   |
| B2  | Албанія              | —      | - 1    | - 2     | —           | - 3    | - 2         | 8    |
| B2  | Ізраїль              | - 1    | —      | - 4     | - 2         | - 2    | —           | 9    |
| B2  | Ісландія             | - 3    | - 1    | —       | - 1         | —      | - 1 - 1     | 9    |
| B3  | Румунія              | - 1    | - 1    | - 3     | - 4         | - 2    |             | 11   |
| B3  | Фінляндія            | - 4    |        | - 2     | - 1         | - 3    | - 2         | 12   |
| B3  | Боснія і Герцеговина | - 2    | - 2    | - 3     | - 3         | - 5    |             | 15   |
| B3  | Чорногорія           | - 2    | - 1    | - 1     | - 4         | - 4    | - 4 - 1     | 19   |
| B4  | Норвегія             | - 2    | - 1    | - 1     | - 4         | - 2    |             | 10   |
| B4  | Сербія               | - 1    | - 1    | - 4     | - 2 - 1     | - 3    | - 2         | 16   |
| B4  | Швеція               | - 3    | - 5    | - 2     | - 3         | - 1    | - 2         | 16   |
| B4  | Словенія             | - 2    | - 1    | - 2 - 1 | - 5         | - 3    | - 3         | 19   |

## Позначки
1. 1 2 3  Через російське вторгнення в Україну, УЄФА вирішило проводити матчі України на нейтральному полі до скасування цього рішення.[7]